# کارپاسیا
کارپاسیا (به لاتین: Karpaseia) یک روستا در قبرس است که در ناحیه گیرنه واقع شده‌است.

## خصوصیات
کارپاسیا ۸۹ نفر جمعیت دارد.